# 4936 Butakov
A 4936 Butakov (ideiglenes jelöléssel 1985 UY4) a Naprendszer kisbolygóövében található aszteroida. Ljudmilla Vasziljevna Zsuravljova fedezte fel 1985. október 22-én.